# Ostracion immaculatum
Ostracion immaculatum là một loài cá biển thuộc chi Ostracion trong họ Cá nóc hòm. Loài này được mô tả lần đầu tiên vào năm 1850.
Tên gọi của chi là loại từ trung tính, do đó tên gọi của loài phải là một tính từ, tức thay immaculatus thành immaculatum.

## Từ nguyên
Từ định danh immaculatum được ghép bởi hai âm tiết trong tiếng Latinh: tiền tố im ("không có") và maculatus ("lốm đốm"), vì mẫu định danh (được ngâm trong cồn alcohol) của loài cá này hoàn toàn không có đốm, nhưng thực tế là mẫu vật khi còn sống của loài này có nhiều vệt đốm.

## Phân bố
O. immaculatum có phân bố giới hạn ở Tây Bắc Thái Bình Dương, đã được ghi nhận ở Nhật Bản, Hàn Quốc, Đài Loan và Hồng Kông.

## Mô tả
Chiều dài cơ thể lớn nhất được ghi nhận ở O. immaculatum là 25 cm.